# Альтман, Пейся Израилевич
Пейся (Петро) Израилевич Альтман (идиш פּײסי אַלטמאַן‎ — Пе́йси А́лтман; 16 [29] июня 1904, Ивангород — август 1941, под Каневом) — еврейский советский писатель, литературовед. Писал на идише.

## Биография
Пейся Альтман родился 16 (29) июня 1904 года в селе Ивангород (ныне Черкасская область Украины) в семье рабочего. Учился в сельской школе. В 1919 году переехал в Умань, где стал работать на обувной фабрике. В 1926 году стал членом ВКП(б).
Печатался с 1924 года. В 1931 году вышел его первый сборник рассказов «Мишень смеется», а в 1934 году — повесть «Позиции». В 1939 году вышел его биографический очерк «Т. Г. Шевченко», который был отмечен премией на конкурсе, посвященном 125-летию со дня рождения Кобзаря. В 1941 году был напечатан его роман «Юность». В 1938 году был составителем и редактором сборника статей и материалов «Шота Руставели». Перед войной вышла его последняя повесть «Молодость», которая была переведена на украинский язык.
В 1937 году Альтман окончил киевский Институт красной профессуры. Затем работал учёным секретарем Института украинской литературы АН УССР, потом — Института еврейской культуры. Был членом Союза писателей.
После начала Великой Отечественной войны ушёл на фронт. Был политруком пулемётной роты. Погиб в августе 1941 года в боях у села Степанцы под Каневом.